# Георги Вълков (офицер)
Вижте пояснителната страница за други личности с името Георги Вълков.
Георги Вълков Вълков е български офицер, генерал-майор от инженерни войски, участник в Балканската (1912 – 1913) и Междусъюзническата война (1913), командир на рота от 11-а пионерна дружина и командир на Минохвъргачната дружина през Първата световна война (1915 – 1918).

## Биография
Георги Вълков е роден на 10 март 1879 г. в Кара Топрак, Княжество България. През 1901 г. завършва Военното на Негово Княжеско Височество училище и е произведен в чин подпоручик. През 1904 г. е произведен в чин поручик, а на 15 октомври 1908 в чин капитан. Взема участие в Балканската (1912 – 1913) и Междусъюзническата война (1913).
През Първата световна война (1915 – 1918) капитан Георги Вълков първоначално е командир на рота от 11-а пионерна дружина, за която служба съгласно заповед № 679 от 1917 г. по Действащата армия е награден с Народен орден „За военна заслуга“, V степен на военна лента с корона., на 30 май 1916 г. е производен в чин майор, след което поема командването на Минохвъргачната дружина, за която служба съгласно заповед № 355 от 1921 г. по Министерството на войната е награден с Военен орден „За храброст“, IV степен, 1 клас. На 30 май 1918 г. е произведен в чин подполковник.
С Царски указ № 16 от 1 април 1922 г. е назначен за директор на новосформираното Държавно железопътно училище. На тази длъжност е до 1 април 1924 г. На 30 януари 1923 е произведен в чин полковник. 
След това преминава на служба в Министерството на войната, където е назначен за помощник инспектор, а на 5 юли 1928 г. е назначен на най-високата длъжност от инженерните войски – инспектор на инженерните войски, на която служба е до 15 май 1930 г., когато е произведен в чин генерал-майор и уволнен от служба.
След 9 септември 1944 г. генерал Вълков е въдворен в лагера Белене, а през септември 1953 от Белене е преместен в политическия Окръжен затвор.
По време на военната си кариера служи във 2-ра пионерна дружина, 3-та пионерна дружина и 1-ва сборна пионерна дружина.

## Семейство
Генерал-майор Георги Вълков е женен и има 3 деца.

## Военни звания
- Подпоручик (1901)
- Поручик (1904)
- Капитан (15 октомври 1908)
- Майор (30 май 1916)
- Подполковник (30 май 1918)
- Полковник (30 януари 1923)
- Генерал-майор (15 май 1930)

## Награди
- Народен орден „За военна заслуга“, V степен на военна лента с корона (1917)
- Военен орден „За храброст“, IV степен, 1 клас (1921)

## Образование
- Военно на Негово Княжеско Височество училище (до 1901)